# 丹下都市建築設計
株式会社丹下都市建築設計（たんげとしけんちくせっけい）は、日本の大規模アトリエ系建築設計事務所である。建築家丹下健三が設立した丹下健三・都市・建築設計研究所を前身としており、会長は、丹下健三の息子の丹下憲孝。

## 沿革

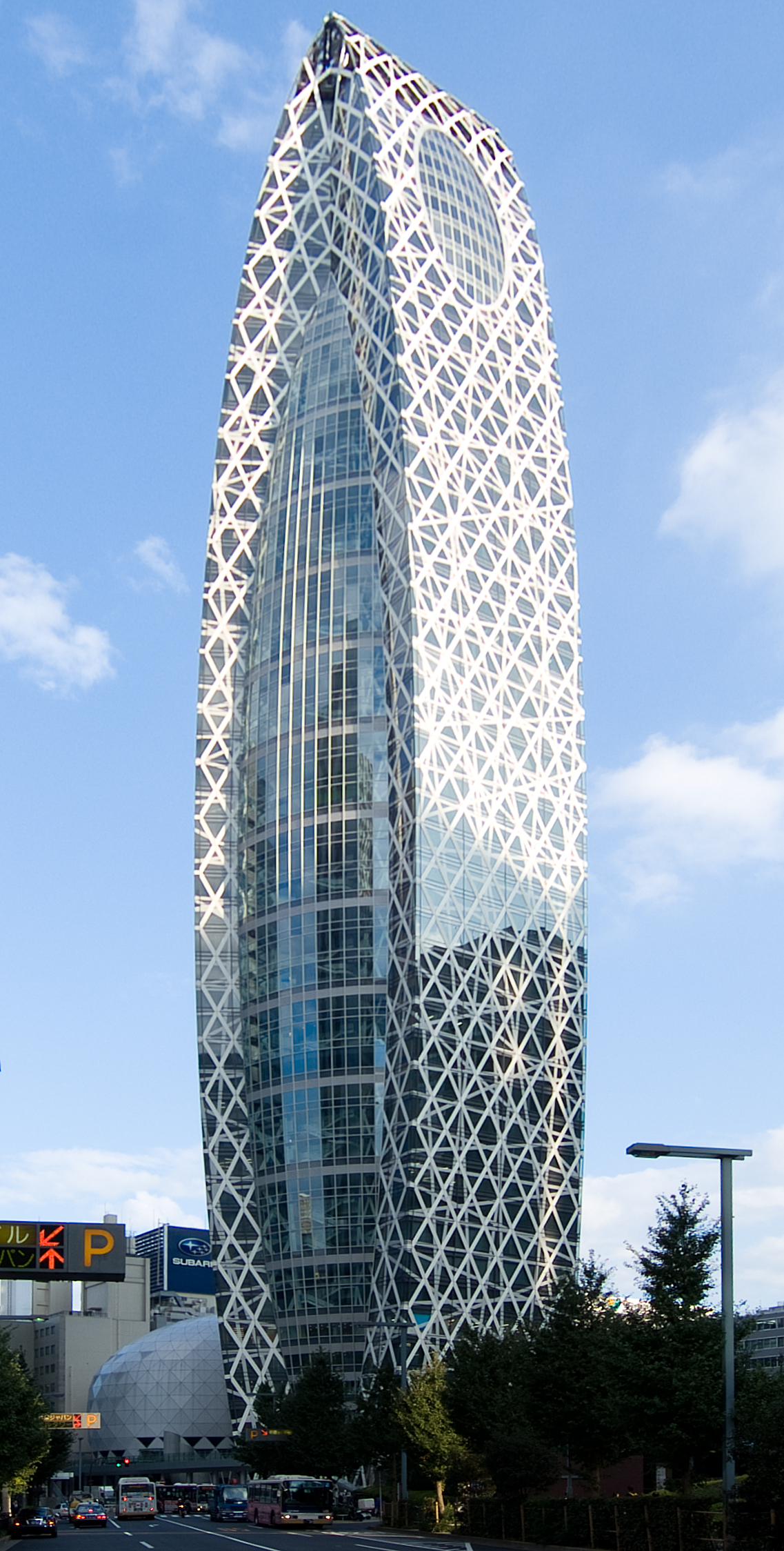
モード学園コクーンタワー

- 1961年 - 丹下健三が丹下健三・都市・建築設計研究所を開設。
- 1997年 - 丹下憲孝が代表取締役社長に就任。
- 2003年1月 - 丹下都市建築設計に改組し、丹下憲孝が代表取締役社長に就任。
- 2005年3月22日 - 丹下健三死去。

## 主要作品
- モード学園コクーンタワー（2008年）

丹下健三による作品については、丹下健三#主要作品参照。